# Abelairas (Cerdeda)
Abelairas es una aldea española situada en la parroquia de Cerdeda, del municipio de Taboada, en la provincia de Lugo, Galicia.

## Demografía
| Gráfica de evolución demográfica de Abelairas entre 2000 y 2021 |
|                                                                 |
| Datos según el nomenclátor publicado por el INE.                |